# Gold Silver
Gold Silver es un personaje de historieta creado por Manuel García Ferré, incluido en la serie de TV Hijitus, y en la revista Las aventuras de Hijitus.
Gold Silver es el multimillonario de la ciudad de Trulalá, donde la historieta transcurre, y padre de Oaky, el amigo de Hijitus.
Silver es un hombre de buen corazón, aunque algo ingenuo, posee una lujosa mansión, es filántropo y usa monóculo permanentemente; sus modales son refinados y, aunque su nacionalidad no es especificada en la tira, parece ser de ascendencia británica.
En la historieta se lo muestra como un hombre soltero o separado, que consiente amorosamente los caprichos del pequeño y temperamental Oaky, y que tiene a su servicio a un mayordomo llamado Gutiérrez, cuya conducta es a veces algo dudosa.
Gold Silver es frecuentemente víctima de las tramas del científico chiflado y villano Neurus, secretamente aliado al mayordomo Gutiérrez; su muletilla recurrente es: "Oaky, hijo miiiooo !!!"